# Tomas Lidman
Erik Tomas Lidman, född 30 juni 1948 i Stockholm, är en svensk historiker.
Tomas Lidman disputerade 1979 vid Stockholms universitet på avhandlingen Adlig partipolitik vid 1800-talets mitt. Han  var överbibliotekarie vid Stockholms universitetsbibliotek 1991–1995, riksbibliotekarie 1995–2003, riksarkivarie 2003–2010 samt vice ordförande i International Council of Archives 2004–2010. Han var ordförande i styrelsen för Högskolan i Borås 1998-2003, i styrelsen för Kungliga Konsthögskolan 2004–2013 och i Litteraturutredningen 2011–2012 (SOU 2012:10, SOU 2012:65). Sedan 2016 är han ordförande för upphovsrättsorganisationen Bonus Copyright Access.

## Utmärkelser
- H.M. Konungens medalj i 12:e storleken i Serafimerordens band för framstående kulturella insatser på biblioteks- och arkivområdet (2009)

- Kommendör av Finlands Lejons Orden (2006)

- Kommendör av Lettlands Erkännelseorden (Atzinibas krustu) 2015